# NO Близнецов
NO Близнецов (лат. NO Geminorum) — одиночная переменная звезда или двойная затменная переменная звезда типа Алголя (EA) в созвездии Близнецов на расстоянии приблизительно 7 129 световых лет (около 2 186 парсек) от Солнца. Видимая звёздная величина звезды — от +14,8m до +13,9m.
Открыта Куно Хофмейстером в 1966 году.

## Характеристики
Первый компонент — оранжевый или жёлтый гигант, эруптивная быстрая неправильная переменная звезда (IS:) спектрального класса K, или G5. Радиус — около 14,61 солнечных, светимость — около 74,22 солнечных. Эффективная температура — около 4432 К.